# Кудинов, Юрий Владимирович

Ю́рий Влади́мирович Куди́нов (род. 27 февраля 1979, Волгоград) — российский, казахстанский пловец на открытой воде.
Пятикратный чемпион мира, чемпион Европы на дистанции 25 км.

## Биография
Плаванием занимается с семи лет, родители отдали его в секцию по совету врачей, чтобы избавить от частых простудных заболеваний. Первый тренер Владимир Захаров остался наставником Кудинова на протяжении всей карьеры. Поначалу спортсмен плавал на обычных дистанциях, но в возрасте 16 лет (1995 год) в качестве эксперимента выступил на чемпионате России в открытой воде, занял второе место и решил сохранить эту специализацию.
Выпускник Волгоградской академии физической культуры.
Уверенно выиграл 25-километровую дистанцию на чемпионате Европы в Берлине в 2002 году. Плыть пришлось при температуре воды 18-19 градусов и воздуха 20 градусов.
Вернул себе звание чемпиона мира в 2007 году в Мельбурне, победив на дистанции 25 км с отрывом почти в две минуты. В том же 2007 году предпринял с группой пловцов попытку установить мировой рекорд в заплыве через Ла-Манш, показал третье время за всю историю: 7.06,0. В 2008 году, после того, как потерял место в сборной России, на некоторое время прекратил профессиональную карьеру, вёл телепередачу на Муниципальном телевидении Волгограда.
Выступает под флагом Казахстана с 2010 года, представлял эту страну на Летних Олимпийских играх 2012 в Лондоне, что вызвало недовольство части казахстанских спортивных обозревателей, считающих, что спортсмены зарубежного происхождения закрывают дорогу местным талантам.
На Олимпиаде выступил на дистанции 10 км, показал лишь 22-й результат - 1:52:59,0.

## Стиль и тактика
Кудинов отличался повышенной выносливостью и тактической хиростью: 

Главный тренер сборной России Дмитрий Белов рассказал историю, как на одном из турниров Кубка мира, где 25-километровая дистанция была построена так, что в бок марафонцам постоянно били довольно приличные волны, Кудинов вдруг развернулся и поплыл волнам навстречу. Весь пелотон - к полному шоку собственных тренеров - автоматически устремился вслед за лидером. Через какое-то время преследователи, естественно, спохватились, что плыть следует совсем в другую сторону. Но успели потерять столько сил, что ни о каком дальнейшем соперничестве с русским уже не могло быть и речи.— Газета «Спорт-Экспресс»